# 용지 (호수)
용지(龍池)는 대한민국 강원특별자치도 강릉시 옥천동에 있는 고려 후기 충숙왕(재위 1313∼1330)의 사위였던 최문한을 기념하기 위하여 세운 비(碑)와 비각(碑閣)이 있는 곳이다. 1971년 12월 16일 강원특별자치도의 기념물 제3호로 지정되었다.

## 개요
고려 후기 충숙왕(재위 1313∼1330)의 사위였던 최문한을 기념하기 위하여 세운 비(碑)와 비각(碑閣)이 있는 곳이다.
최문한은 고려 왕조의 세력이 점차 약해지고 이성계가 등극하자, 두문동(杜門洞)에 들어가 고려에 대한 충의를 지키다가 강릉으로 내려왔다. 부인과 함께 고향으로 내려온 최문한은 항상 말을 타고 송경을 왕래하며 나라 일을 걱정하였다.
하루는 송경으로부터 돌아오는 길에 이곳의 버들가지에 말을 매고 손을 씻고 있었는데, 말이 갑자기 못에 뛰어들더니 용(龍)으로 변하여 구름과 안개를 타고 사라졌다는 전설이 있어 이곳을 용지(龍池)라 하게 되었다고 한다.
그 후 황폐화되었던 것을 조선 영조(재위 1724∼1776) 때 다시 연못으로 복구하였고, 후세에 최문한의 후손들이 용지기념각을 세웠다 한다. 용지는 200평정도의 연못으로 되어 있고, 이 연못 가운데 기념비가 있다.

## 현지 안내문
용지는 강릉 최씨 시조인 최문한과 관련된 유적이다. 최문한은 고려말 충숙왕의 사위로 강릉에 내려와 정착한 후 고려의 국운을 회복하기 위해 개성을 왕래하던 중 이곳 용지에 말을 매어 두었는데, 말이 못에 뛰어 들어 그 곳에서 용이 되어 하늘로 올라갔다는 전설이 있다. 이에 후손들이 시조의 연고지라 하여 이를 기념하기 위해 기념비를 세웠다.
용지는 본래 수백 보에 달하는 넓고 깊은 연못이었으나, 세월이 지나면서 메워졌던 것을 1754(영조 30)에 강릉 부사 이현중이 비용을 내어 못을 다시  팠다. 지금의 기념비와 비각은 1920년에 후손들이 세운 것이다. 그 후 못이 다시 매몰되고 비각도 퇴락한 것을 1956년 후손들이 다시 단장하고, 못에는 매몰을 방지하기 위해 돌을 쌓았다. 비와 비각은 본래 용지 서쪽 물가에 있었으나 중수 공사 때 연못 가운데로 옮겼으며, 2009년 비와 비각의 균형이 맞지 않은 것을 현재의 모습으로 재 단장하고 주변을 정비하였다.

## 참고 문헌
- 용지 - 국가유산청 국가유산포털